# Jacques Augustin de Silvestre
 (décembre 2017).
Jacques Augustin de Silvestre, né le 1er août 1719 à Paris et mort dans la même ville le 10 juillet 1809, est un peintre, graveur et dessinateur français.

## Biographie
Jacques Augustin de Silvestre est le fils de Nicolas Charles de Silvestre (1699-1767), écuyer, et de Charlotte Madeleine Le Bas (1700-1770), première femme de chambre de Madame Élisabeth.
Il commence à dessiner dès son plus jeune âge, et plutôt bien, puisqu'il est jugé apte en 1734 pour donner des leçons de dessin aux pages du roi. D'un caractère doux, il sait se faire aimer de ses jeunes élèves, ce qui décide son père, à la suite de problèmes de santé, à lui confier les leçons de dessin des Enfants de France en 1767, élèves dont il avait la charge depuis 1738. Il avait entre-temps contracté un mariage en avril 1751 avec Anne-Marie Besnard qui mourut sans avoir eu d'enfant en 1755, alors qu'il était à Rome pour finir sa formation. Il rentra d'Italie avec une maladie de poitrine. Madame Adélaïde, et Madame Victoire l'entourèrent de tous leurs soins l'invitant à boire du lait. Retrouvant la santé, il se remaria en mars 1757 avec Marie-Louise Haudigué, sa cousine qui mourut en 1760 sans enfant.
Remarié pour la troisième fois le 7 février 1762 à Versailles avec Anne Françoise Louise Férès, dont le père était valet de chambre du roi Louis XVI, ils eurent deux enfants : Augustin François de Silvestre (1762-1851), baron, et Anne Charlotte Sophie de Silvestre (1764-1799), épouse Augustin de Bonnard. Cette dernière épouse le laissa de nouveau veuf en 1764.
Porte-arquebuse du duc de Berry, il reçoit de Louis XVI des lettres de noblesse données à Fontainebleau en octobre 1775 et enregistrées au parlement de Paris le 28 novembre 1775, en même temps que le cordon noir de l'ordre de Saint-Michel.
Pendant la période révolutionnaire, il perdit  ses places et pensions et reçut une petite rente en dédommagement de son logement des galeries du palais du Louvre. Sa fille, devenue Mme Bonnard, s'occupa de son père avant qu'il ne meure en 1799. Il habitait alors un appartement dans l'hôtel de la Rochefoucauld-Liancourt aux nos  14-18, rue de Seine dans le faubourg Saint-Germain.

### Collectionneur d'art
À sa mort, il fut vendue parmi les pièces anciennes, gravures, tableaux, sculptures et objets divers de curiosités, une esquisse de la Tête de Saint Michel attribuée à Raphaël, ensemble qu'il tenait de son père et de son grand-père paternel et qu'il avait également enrichit par des acquisitions. Le catalogue raisonné de la vente contenait 1360 numéros dont certains comportaient plus de quarante pièces. Les attributions de l'époque n'ont pas toutes été confirmées de nos jours et la plupart de ces œuvres ne sont plus localisées (cf. Journal de Paris, n°43, 12 février 1811 : « Vente du samedi 2 mars 1811 : tableaux de Gengo, deux miniatures peintes pour lui par Maria Felice Tibaldi,  Le Guerchin, Breughel, Geneviève Brossard de Beaulieu, Nicolas Bertin, Adriaen Frans Boudewyns, François Baut, Dupoint dit Pointié, Jean Siméon Chardin, Francesco Casanova, Antoine van Dyck, Christian Wilhelm Ernst Dietrich, Gaspard Dughet, Jacques Dumont, Allaert van Everdingen, Rubens, Murillo, Le Titien, Vernet, Teniers, Neefs, Michau, Pœlemburgh, Pierre Wouwermans, Everdingen, Dietriey, Waguer, Sim, Vouet, Sébastien Bourdon, Le Nain, Watteau, Greuze, Étienne Aubry. lot n°1 : Les adieux de Coriolan à sa femme ; et Hubert Robert. Portrait en émail de Jean Petitot, sujet miniature, divers bronzes, marbres et porcelaines grand plateau émaillé (1588) de Limoges, du 4 au 12 dessins de grands maîtres et du 13 au 25 collections d'estampes ». 
Sa collection comprenait un ensemble d'œuvres attribuées à Chardin : Portrait de Chardin en bonnet de nuit, et robe-de-chambre et des lunettes sur le nez (pastel, 1771) ; Portrait de Françoise-Marie Pouget (pastel, 1775) épouse de Chardin ; Intérieur de cuisine (Charles-Nicolas Cochin a gravé cette composition sous le titre La Fontaine) ; Le Retour du marché ; La Récureuse ; La Tricoteuse ; Le Dessinateur, ces deux dernières œuvres étant connues à l'époque par les deux estampes qu'en fit Jean-Jacques Flipart. Deux tableaux de natures mortes représentant Deux oiseaux morts, un jambon et d'autres objets posés sur des tablettes ; deux natures mortes : Pommes, pêches, raisins, poires, noix, Une théière et une bouteille de liqueur ; deux autres tableaux avec un panier de prunes, une corbeille de raisins, et d'autres fruits ; trois tableaux comportant des poissons, des fruits, des ustensiles de ménage et autres objets.
Le cabinet impérial acquit 2 257 pièces pour 3 843 francs.
Son portrait réalisé vers 1800 par le peintre néo-classique Jean-Baptiste Regnault (huile sur toile, 65 × 54 cm) est conservé à Meaux au Musée Bossuet.

## Élèves
- Louis-Auguste de France, duc de Berry, futur Louis XVI.
- Louis Stanislas Xavier de France (1755-1824), comte de Provence, qui deviendra roi sous le nom de Louis XVIII en 1814.
- Charles Philippe de France (1757-1836), comte d'Artois, qui deviendra roi sous le nom de Charles X à la mort du précédent.
- Clotilde de France (1759–1802), reine de Sardaigne de 1796 à 1802 par son mariage avec le roi Charles-Emmanuel IV de Sardaigne.
- Élisabeth de France (1764-1794).
- Étienne Aubry (1745-1781).
- Alexandre Jean Noël (1752-1834)

### Sources
- François-Léandre Regnault-Delalande, Catalogue raisonné d'objets d'art du cabinet de feu M. de Silvestre, ci-devant chevalier de l'ordre de Saint-Michel et maître à dessiner des enfants de France, 1810.